# Perfect Dark Zero
Pour l’article homonyme, voir Perfect Dark (homonymie).
Perfect Dark Zero est un jeu vidéo de tir à la première personne sorti en 2005 sur Xbox 360. Le jeu a été développé par Rare et édité par Microsoft Game Studios,.
Respectant l'histoire originale, Perfect Dark Zero est une préquelle de Perfect Dark, sorti sur Nintendo 64 en 2000. L'histoire prend place dans les années 2020, trois ans avant les événements de Perfect Dark.
Après la sortie du jeu, sont sortis deux romans, intitulés Initial Vector et Second Front, qui continuent l'histoire de Joanna Dark.